# Hệ thống Labouchère
Hệ thống Labouchère, còn được gọi là hệ thống Hủy, Tách gấp thếp là một chiến lược cá cược được sử dụng trong các trò chơi đánh bạc khác nhau nhưng được biết là hoạt động tốt với những trò đánh bạc mà xác suất thắng/thua của người chơi là 50%. Người sử dụng chiến lược như vậy quyết định trước khi chơi số tiền họ muốn giành được và viết ra danh sách các Số dương có tổng bằng số tiền đã xác định trước, và độ chênh lệch của mỗi con số trong dãy không quá cao. Có một nguyên tắc mà tất cả người chơi sử dụng hệ thống Labouchère phải tuân theo đó là:
- Đặt cược bằng tổng hai số ngoài cùng của dãy số
- Khi chiến thắng, người chơi sẽ gạch bỏ số ở bên trái và bên phải
- Khi thua cược, người đặt cược sẽ không được phép gạch bỏ bất kỳ số nào và phải thêm con số thua cược vào phía sau danh sách.

Quá trình này tiếp tục cho đến khi danh sách các số bị gạch bỏ hoàn toàn, lúc đó đã giành được số tiền mong muốn hoặc cho đến khi người chơi hết tiền để đặt cược.  Hệ thống này được đặt tên theo chính trị gia và nhà báo người Anh Henry Labouchère, người nghĩ ra chiến lược.

## Lý thuyết
Lý thuyết của hệ thống Labouchère này là vì người chơi gạch bỏ hai số trong danh sách (thắng) cho mỗi số được thêm vào (thua), người chơi có thể hoàn thành danh sách, (gạch bỏ tất cả các số). Từ đó giành được số tiền mong muốn mặc dù người chơi không cần phải thắng nhiều như mong đợi.
Ví dụ vào trò chơi Đánh bạc Roulette: Hệ thống Labouchère được áp dụng cho các cược Roulette như Chẵn/Lẻ, Đỏ/Đen hoặc 1–18/19–36. Nếu một người chơi chơi bất kỳ cược nào trong số các cược trên, sẽ có 18 kết quả riêng lẻ dẫn đến chiến thắng cho người chơi đó và (đối với bánh xe Roulette kiểu Mỹ) có 20 kết quả riêng lẻ dẫn đến thua cho người chơi đó. Người chơi có 18/38 cơ hội thành công khi đặt cược bất kỳ cược nào ở trên, khoảng 47,37%.
Một công thức để hiểu điều này như sau:
```
Trong đó x = Số trận thắng
         y = Số trận thua
         z = Các số ban đầu trong danh sách
```

Khi
```
(y + z) / 2 ≤ x
```

Kết quả là danh sách đã được hoàn thành.

## Ưu, nhược điểm của Hệ thống Labouchère

### Ưu điểm
- Khi cược theo chiến thuật này vào các cửa có xác suất thắng/thua là 50% thì chỉ cần xác suất thực tế cửa bạn đặt cũng bằng hoặc gần bằng 50% thì nhất định sẽ lời.
- Nguyên lý cược tương tự như chiến thuật cược gấp thếp nhưng tiền cược đặt từng vòng thấp hơn

### Nhược điểm
- Phụ thuộc vào hạn chế của bàn chơi và tài chính: Nếu bàn chơi có giới hạn cược tối đa thấp, việc tăng số tiền cược theo dãy số có thể bị hạn chế, ảnh hưởng đến khả năng áp dụng chiến lược một cách hiệu quả. Hơn nữa, người chơi cần có nguồn tài chính đủ lớn để tiếp tục đặt cược theo dãy số khi gặp chuỗi thua lỗ.
- Khả năng thua lỗ lớn: Labouchere có khả năng dẫn đến việc người chơi gánh chịu lỗ lớn nếu không thực hiện đúng chiến lược hoặc gặp phải chuỗi thua liên tiếp. Dãy số có thể trở nên dài và số tiền cược liên tục tăng.
- Yêu cầu kỹ năng tính toán chính xác: người chơi có khả năng tính toán chính xác để tạo ra dãy số và đặt cược theo từng bước. Nếu người chơi mắc phải sai sót trong tính toán, dãy số và số tiền cược có thể bị lệch, dẫn đến sự không hiệu quả của chiến lược.

Lấy ví dụ dãy số trong hệ thống Labouchère là 1-2-1-1-1-2-1-1 sẽ đặt tiền cược từng lần như sau:
Lần 1: Đặt tiền bằng tổng đơn vị 2 số ngoài cùng bên trái và phải của dãy Labouchère: 1-2-1-1-1-2-1-1
- Nếu thắng: bạn bỏ 2 số ngoài cùng đã dùng ở vòng 1 đi và tiếp tục đặt tiền bằng tổng 2 số ngoài cùng bên trái và phải của dãy Labouchère tiếp theo: 2-1-1-1-2-1
- Nếu thua: Số tiền thua sẽ được cộng thêm vào dãy số Labouchère và tiếp tục đặt tiền bằng tổng 2 số ngoài cùng bên trái và phải của dãy mới: 1-2-1-1-1-2-1-1-2

Trình tự chuỗi các con số hoàn toàn phụ thuộc vào người chơi. Nếu người chơi thích đặt cược lớn và tạo ra chuỗi số cao thì rủi ro sẽ cao hơn rất nhiều.
- Trong trường hợp người chơi thất bại và các con số trên chuỗi khá cao. Người chơi có thể giảm bớt những rủi ro có thể xảy ra tiếp theo bằng cách chia các con số ra thành các chuỗi nhỏ hơn. Điều này được gọi là Split when lossing - Tách nhỏ khi thua trong chiến thuật Labouchère. Ví dụ như chuỗi thua của bạn đang là: 25 – 29 – 37 – 40 – 58 – 62 – 79 = 330 thì bạn có thể chia thanh 2 hoặc 3 hoặc nhiều hơn để tham gia cược. Chẳng hạn như:

1. Chuỗi 1: 5 – 10 – 15 – 20 – 25 – 30 – 35 – 40 – 40 = 220
2. Chuỗi 2: 15 – 15 – 15 – 15 = 60 hoặc 5 – 10 – 15 – 20  = 50
3. Chuỗi 3: 5 – 10 – 15 – 20 = 50 hoặc  15 – 20  – 25  = 60

Tổng của 3 chuỗi cộng lại là 220 + 50 + 60 = 330
- Đôi khi, người chơi theo hệ thống này sẽ đến mức không thể đặt cược tiếp theo theo yêu cầu của hệ thống do giới hạn tiền cược của bàn chơi. Một cách giải quyết cho vấn đề này chỉ đơn giản là chuyển sang bàn khác có giới hạn cược cao hơn hoặc người chơi có thể lấy số tiếp theo cần đặt cược, chia cho 2 và chỉ cần thêm số đó vào danh sách hai lần. Nếu một người chơi chơi hệ thống Labouchère theo cách tương tự, ngoại trừ việc người chơi luôn cộng một nửa số tiền cược thua vào cuối danh sách hai lần cho mỗi lần cược thua, trong đó:

```
Trong đó x = Số trận thắng
         y = Số trận thua
         z = Các số ban đầu trong danh sách
```

Khi:
```
y + (z / 2) ≤ x
```

Kết quả là danh sách đã được hoàn thành.

## Thuật toán
Thuật toán cho hệ thống Labouchère có thể được coi là thuật toán Las Vegas vì số tiền mà người chơi mong muốn giành được sẽ luôn là số tiền được xác định trước. Tuy nhiên, không có gì đảm bảo rằng người chơi sẽ đạt được mục tiêu mong muốn trước khi thua hết tiền. Điều này được gọi là nguy cơ hủy hoại. Ví dụ: hãy xem xét việc triển khai đệ quy một vòng đặt cược theo hệ thống Labouchère bằng Python.
```
def
 
gamble
(
sequence
,
 
balance
):

    
"""Hệ thống Labouchère."""

    
# Thắng

    
if
 
len
(
sequence
)
 
<
 
1
:

        
return
 
balance

    
# Nếu chuỗi có độ dài 1, cược là số trong chuỗi.

    
# Ngược lại, đó là số đầu tiên được thêm vào số cuối cùng.

    
if
 
len
(
sequence
)
 
==
 
1
:

        
bet
 
=
 
sequence
[
0
]

    
else
:

        
bet
 
=
 
sequence
[
0
]
 
+
 
sequence
[
-
1
]

    
# Thua cả vòng cược

    
if
 
bet
 
>
 
balance
:

        
return
 
balance

    
won
 
=
 
flip_coin
()

    
if
 
won
:

        
# Thắng

        
return
 
gamble
(
sequence
[
1
:
-
1
],
 
balance
 
+
 
bet
)

    
else
:

        
# Thua cược

        
return
 
gamble
(
sequence
 
+
 
[
bet
],
 
balance
 
-
 
bet
)

```

Quá trình đệ quy của thuật toán chấm dứt khi chuỗi trống hoặc khi người chơi không đủ tiền để tiếp tục đặt cược. Khi hàm được gọi, kích thước đặt cược được thực hiện bằng tổng của số đầu tiên và số cuối cùng của chuỗi. Nếu độ dài của chuỗi là 1 thì tiền đặt cược bằng chính số đó. Nếu cược thắng thì số đầu tiên và cuối cùng sẽ được tách ra khỏi chuỗi và vòng cược tiếp theo sẽ bắt đầu. Tuy nhiên, nếu cược thua thì một số nguyên bằng số tiền cược thua sẽ được thêm vào chuỗi và vòng tiếp theo bắt đầu. Như được xác định bởi các tham số để chấm dứt đệ quy, các trường hợp mà thuật toán sẽ kết thúc là những trường hợp mà người chơi đã giành được số tiền bằng tổng của chuỗi ban đầu hoặc đã mất toàn bộ số vốn khả dụng của mình.

## Hệ thống Labouchère đảo ngược
- Đặt cược bằng tổng hai số ngoài cùng của dãy số
- Khi chiến thắng, người chơi sẽ thêm con số thắng cược vào phía sau chuỗi.
- Khi thua cược, gạch bỏ số ở bên trái và bên phải

Hệ thống Labouchère đảo ngược thì danh sách thể hiện số tiền nhiều nhất mà người chơi sẽ thua trong chu kỳ cá cược.
Ngoài ra, người chơi không nhất thiết phải tiếp tục hệ thống cho đến khi đáp ứng hoặc vượt quá giới hạn bàn chơi mà thay vào đó có thể chọn một cược duy nhất mà người chơi không muốn vượt quá và đặt cược đó vào giới hạn cá nhân của riêng họ. Bằng cách sử dụng chiến lược này để kiếm lợi nhuận, bạn sẽ chỉ cần 33% số tiền thắng cược để chốt lợi nhuận.
Không giống như hệ thống Labouchère (khi được tuân thủ nghiêm ngặt) yêu cầu tỷ lệ chiến thắng ít nhất là 33,34% để hoàn thành, tỷ lệ chiến thắng cần thiết để hoàn thành Hệ thống Labouchère đảo ngược phụ thuộc vào cả giới hạn bàn (hoặc mức cược đơn tối đa một người chơi sẵn sàng thực hiện) cũng như các số trong danh sách.
Ví dụ: nếu một bàn có giới hạn là 500 USD và một người chơi đã thiết lập một danh sách dãy số Labouchère đảo ngược như sau:
50, 50, 50, 50, 50
- Chín chiến thắng liên tiếp (100, 150, 200, 250, 300, 350, 400, 450, 500) sẽ khiến lần đặt cược tiếp theo trong hệ thống vượt quá giới hạn của bàn và do đó, danh sách này hoàn thành với lợi nhuận của người chơi là 2.700 USD.

Độ dài của danh sách dãy số trong Hệ thống Labouchère đảo ngược cũng rất quan trọng vì nó liên quan đến tỷ lệ phần trăm chiến thắng cần thiết để hoàn thành hệ thống. Ví dụ: nếu một dòng:
50, 50, 50, 50, 50
- Nếu kết quả là 3 cược thua liên tiếp ngay khi hệ thống bắt đầu thì danh sách này đã được hoàn thành và người chơi phải tạo một danh sách dãy số mới để gỡ thua hoặc người chơi có thể chọn bỏ cuộc.

Ngược lại, nếu một dòng:
50, 50, 50, 50, 50, 50, 50, 50, 50, 50, 50, 50
- Nếu kết quả là 3 cược thua liên tiếp ngay khi hệ thống bắt đầu thì danh sách này vẫn còn 6 con số, vẫn có thể tiếp tục đặt cược được.

Một Công thức có thể được sử dụng để xác định xem hệ thống này có thể bị lỗi như thế nào như sau:
```
Trong đó x = Số trận thắng
         y = Số trận thua
         z = Các số ban đầu trong danh sách
```

Khi:
```
x + z ≤ y * 2
```

Hệ thống đã bị lỗi và tất cả các số của danh sách dãy số trong Hệ thống Labouchère đảo ngược đều bị gạch bỏ hoàn toàn.
Với một danh sách các dãy số vô hạn, Hệ thống Labouchère yêu cầu tỷ lệ chiến thắng ít nhất là 33,34% để hoàn thành. Ngược lại, Hệ thống Labouchère đảo ngược thất bại chỉ cần người chơi thua 33,34%. Một lần nữa, tỷ lệ chiến thắng cần thiết để hệ thống hoàn thành phụ thuộc vào một số biến số. Sử dụng Hệ thống Labouchère có thể làm cho trò chơi Đánh bạc kém hấp dẫn hơn, nhưng nó có thể hữu ích cho các mục tiêu ngắn hạn nếu bạn không trải qua chuỗi thua kéo dài.